# August Kopff
| Odkryte planetoidy: 68 | Odkryte planetoidy: 68 |
| ---------------------- | ---------------------- |
| (542) Susanna          | 15 sierpnia 1904       |
| (579) Sidonia          | 3 listopada 1905       |
| (582) Olympia          | 23 stycznia 1906       |
| (584) Semiramis        | 15 stycznia 1906       |
| (585) Bilkis           | 16 lutego 1906         |
| (589) Croatia          | 3 marca 1906           |
| (591) Irmgard          | 14 marca 1906          |
| (593) Titania          | 20 marca 1906          |
| (595) Polyxena         | 27 marca 1906          |
| (596) Scheila          | 21 lutego 1906         |
| (606) Brangäne         | 18 września 1906       |
| (607) Jenny            | 18 września 1906       |
| (608) Adolfine         | 18 września 1906       |
| (612) Veronika         | 8 października 1906    |
| (613) Ginevra          | 11 października 1906   |
| (614) Pia              | 11 października 1906   |
| (615) Roswitha         | 11 października 1906   |
| (616) Elly             | 17 października 1906   |
| (617) Patroclus        | 17 października 1906   |
| (619) Triberga         | 22 października 1906   |
| (621) Werdandi         | 11 listopada 1906      |
| (624) Hektor           | 10 lutego 1907         |
| (625) Xenia            | 11 lutego 1907         |
| (626) Notburga         | 11 lutego 1907         |
| (627) Charis           | 4 marca 1907           |
| (628) Christine        | 7 marca 1907           |
| (629) Bernardina       | 7 marca 1907           |
| (630) Euphemia         | 7 marca 1907           |
| (631) Philippina       | 21 marca 1907          |
| (632) Pyrrha           | 5 kwietnia 1907        |
| (633) Zelima           | 12 maja 1907           |
| (634) Ute              | 12 maja 1907           |
| (640) Brambilla        | 29 sierpnia 1907       |
| (643) Scheherezade     | 8 września 1907        |
| (644) Cosima           | 7 września 1907        |
| (646) Kastalia         | 11 września 1907       |
| (647) Adelgunde        | 11 września 1907       |
| (648) Pippa            | 11 września 1907       |
| (649) Josefa           | 11 września 1907       |
| (650) Amalasuntha      | 4 października 1907    |
| (651) Antikleia        | 4 października 1907    |
| (654) Zelinda          | 4 stycznia 1908        |
| (656) Beagle           | 22 stycznia 1908       |
| (657) Gunlöd           | 23 stycznia 1908       |
| (658) Asteria          | 23 stycznia 1908       |
| (663) Gerlinde         | 24 czerwca 1908        |
| (664) Judith           | 24 czerwca 1908        |
| (666) Desdemona        | 23 lipca 1908          |
| (667) Denise           | 23 lipca 1908          |
| (668) Dora             | 27 lipca 1908          |
| (669) Kypria           | 20 sierpnia 1908       |
| (670) Ottegebe         | 20 sierpnia 1908       |
| (672) Astarte          | 21 września 1908       |
| (677) Aaltje           | 18 stycznia 1909       |
| (679) Pax              | 28 stycznia 1909       |
| (680) Genoveva         | 22 kwietnia 1909       |
| (681) Gorgo            | 13 maja 1909           |
| (682) Hagar            | 17 czerwca 1909        |
| (684) Hildburg         | 8 sierpnia 1909        |
| (686) Gersuind         | 15 sierpnia 1909       |
| (692) Hippodamia       | 5 listopada 1901       |
| (693) Zerbinetta       | 21 września 1909       |
| (754) Malabar          | 22 sierpnia 1906       |
| (1780) Kippes          | 12 września 1906       |
| (1781) Van Biesbroeck  | 17 października 1906   |
| (3105) Stumpff         | 8 sierpnia 1907        |
| (3133) Sendai          | 4 października 1907    |
| (3687) Dzus            | 7 października 1908    |
| 1. 2.                  |                        |

August Kopff (ur. 5 lutego 1882, zm. 25 kwietnia 1960) – niemiecki astronom, odkrywca komet 22P/Kopff i C/1906 E1 (Kopff) oraz 68 planetoid. W 1924 roku został dyrektorem Astronomisches Rechen-Institut w Berlinie, a później, gdy zachodnia sekcja instytutu przeniosła się do Heidelbergu, został także dyrektorem obserwatorium Landessternwarte Heidelberg-Königstuhl. Był twórcą fundamentalnego katalogu gwiazd FK3, zainicjował także prace nad katalogiem FK4.
Jego nazwiskiem nazwano krater Kopff na Księżycu oraz planetoidę (1631) Kopff.